# Magon (musicien)
Alon Magen (né le 8 mai 1985), dit Magon est un auteur-compositeur-interprète et producteur Israélien.

## Biographie
Magon est né en Israël de parents migrants juifs irakiens. À l'âge de 18 ans, il a rejoint l'armée israélienne dans le cadre du service militaire obligatoire, qu'il a quitté après 2 ans ayant simulé une maladie mentale. Il est installé à Paris depuis 2009.
En 2019, Magon sort son premier album solo intitulé Out In The Dark chez le label indépendant français December Square.
L'album a reçu beaucoup de critiques, la plupart très positives, notamment de la part de Rolling Stone qui l'a comparé aux Pixies et à Lou Reed, ainsi que du magazine Sur la même longueur d'ondes. L'album a été diffusé sur des radios nationales telles que France culture, FIP, et a atteint en janvier 2020 la position 23 dans le top 100 de la Fédération des Radios Associatives Musiques Actuelles Ferarock.
En janvier 2021, Magon sort son deuxième album intitulé Hour After Hour (December Square / Luik Music).
Son single Aerodynamic est salué par l'émission de radio Côté Club sur France Inter et annoncé comme artiste "Jeunes Qui Poussent" par Brain Magazine.
En octobre 2021, Magon sort le single "The Willow" et annonce un nouvel album intitulé "In The Blue" qui sortira le 3 décembre via Howlin' Banana Records et December Square.
L'album a reçu des critiques majoritairement positives. Dans Le Monde, Stéphane Davet écrit ”Dix titres en trente minutes, qui ne déparent pas dans le riche catalogue des disciples (Modern Lovers, Feelies, R.E.M., Go-Betweens, Galaxie 500…) des New-Yorkais”. Dans le magazine Rock & Folk, l’album a reçu 4/4 étoiles, sur lesquelles Eric Delsart écrit : "In The Blue" est ainsi un disque décontracté qui brille par la qualité de chansons qui restent en tète et invitent à la réécoute.”,,
Le 3 juin 2022, Magon a sorti son 4e album intitulé "A Night In Bethlehem" qu'il a décrit comme un hommage à ses origines. Se référant aux nombreuses influences de l'album, dans une chronique pour Magic, revue pop moderne Luc Magoutier écrit "Un sacré inventaire de belles références. Voire trop ? Pas du tout : la patte d'un musicien bouillonnant d'idées et capable de les mettre en œuvre sans tomber dans 'indigestion. Un signe de profonde intelligence." ,
Son 5ème album "Enter By The Narrow Gate" est sorti le 2 décembre 2022 sur le label December Square. Selon Rolling Stone, c'était le dernier album que Magon a enregistré en France avant de déménager avec sa famille au Costa Rica. Dans une chronique du site Mowno, Julien Beylac écrit "Quand Magon réfléchit à sa condition, elle semble le satisfaire : ‘That’s alright to be me‘ assurait-t-il dès le premier morceau. Et franchement, il peut être satisfait, puisqu’on est en droit de considérer ce disque comme son meilleur." ,
Magon a sorti son sixième album, "Did You Hear The Kids?", le 2 juin 2023. Maxime Jammet, dans une critique publiée dans le magazine Magic (magazine), lui a attribué une note de 5/6 étoiles, déclarant que l'album représente un moment charnière dans la carrière de l'artiste, consolidant sa réputation grandissante dans le monde de la musique. Selon la critique, après avoir déménagé au Costa Rica avec sa famille, Magon a puisé dans la beauté de son nouvel environnement pour créer un mélange envoûtant de sonorités. L'article note que l'album mélange habilement des éléments de pop ensoleillée, de folk apaisé et de rock urbain, tout en évoquant des paysages sonores évocateurs. L'instrumentation, caractérisée par une guitare aux effets aquatiques récurrents, évoque la nature tout en maintenant un rythme inspiré par des icônes du rock. Cette nouvelle œuvre promet de devenir une bande-son idéale pour l'été à venir tout en reflétant la beauté et l'inspiration trouvées dans le Costa Rica.

## Discographie
- 2019 : Out In The Dark (December Square)
- 2021 : Hour After Hour (December Square / Luik Music)
- 2021 : In The Blue (Howlin' Banana Records / December Square)
- 2022 : A Night In Bethlehem (T.Rex Recordings / Modulor)
- 2022 : Enter By The Narrow Gate (December Square)
- 2023 : Did You Hear The Kids? (December Square)